# Lili Marleen (Baustelle)
Lili Marleen è un singolo del gruppo musicale italiano Baustelle, pubblicato il 19 ottobre 2016 e che anticipa il nuovo album L'amore e la violenza senza farvi parte.

## Descrizione
La canzone disponibile in free download, si rifà all'omonimo brano trattando il tema dell'amore e della guerra.

## Tracce
1. Lili Marleen – 4:32